# Rio Vantaa
O rio Vantaa (em finlandês:  Vantaanjoki; em sueco:  Vanda å) é um rio com 101 km de comprimento que é o rio mais longo do sul da Finlândia- A sua fonte fica no lago Erkylänjärvi, na região de Hausjärvi, e desagua no rio Helsínquia, no mar Báltico, formando o pantanal protegido de Vanhankaupunginlahti.
Depois do lago Hausjaervi, o Vantaanjoki flui primeiro para noroeste através da cidade de Riihimaeki, onde faz uma curva e, desde então, correu para o sul. Depois, passa por Hyvinkaeae, Nurmijaervi e Vantaa, antes de chegar à foz no mar Báltico, no nordeste de Helsinque, através da Baía Vanhankaupunginlahti.
A bacia do Vantaanjoki tem uma área de 1685 km². O rio possui várias quedas de água, sendo a mais longa a Vantaankoski, com uma largura de 240 me uma altura de 5 m. O afluente mais longo do Vantaanjoki é o Keravanjoki. O vale tem uma longa história de uso agrícola. Até à conclusão do túnel de Päijänne, em 1982, os habitantes de Helsínquia bebiam a água que tiravam do leito do rio.
O rio recebeu o nome da propriedade Vanantaa em torno de Janakkala. O nome da propriedade significava "atrás de Vanaja" ou "além do lago Vanajavesi". A cidade de Vantaa, um subúrbio de Helsínquia na foz do rio, recebeu o seu nome a partir do do rio em 1972, sendo anteriormente conhecida como "Território Municipal de Helsínquia".
O delta do Vantaa está no distrito de Helsínquia chamado Vanhakaupunki. Foi aqui que em 1550 Helsínquia se localizava sob o nome sueco de Helsingfors. Mais tarde, em 1640, a cidade foi transferida para a sua localização atual, mais a sul. O nome Helsingfors significa "corredeiras" (fors suecos) dos Vantaanjoki, que já foram chamados Helsinge å (Helsinginjoki, em finlandês).